# Organizarea administrativă a Ungariei
Ungaria este împărțită în 20 de diviziuni teritoriale: 19 județe (megye) și capitala Budapesta, administrată tot ca entitate independentă. În 1999 Ungaria au fost formate 7 regiuni statistice, care au fost menite să preia rolul județelor. Planul guvernului a eșuat, neavând majoritatea necesară pentru votarea acestui plan în parlamentul maghiar. Pe altă parte acest plan de regiuni nu corespunde planurilor de euroregiuni.
| Denumire nativă                              | Română                    | Cantitate                                                     | Note   | Articol principal          |
| -------------------------------------------- | ------------------------- | ------------------------------------------------------------- | ------ | -------------------------- |
| régió (pl.: régiók)                          | regiune                   | 7                                                             | NUTS 1 | Regiunile Ungariei         |
| megye (pl.: megyék)                          | județ                     | 19                                                            | NUTS 2 | Județele Ungariei          |
| főváros                                      | capitala                  | 1                                                             | NUTS 3 | Budapesta                  |
| járás (pl.: járások)                         | district                  | 198 (175 rurale și 23 metropolitane)                          | LAU 1  | Districtele Ungariei       |
| város (pl.: városok)                         | oraș                      | 302                                                           | LAU 2  | Lista orașelor din Ungaria |
| megyei jogú város (pl.: megyei jogú városok) | oraș cu drepturi de județ | 23 de reședințe comitale fără Budapesta + 5 orașe adiționale) | LAU 2  | Oraș cu drepturi de județ  |
| nagyközség (pl.: nagyközségek)               | comună mare               | 105                                                           | LAU 2  | Comună mare                |
| község (pl.: községek)                       | comună                    | 2722                                                          | LAU 2  | Comunele Ungariei          |